# Bola de basquete

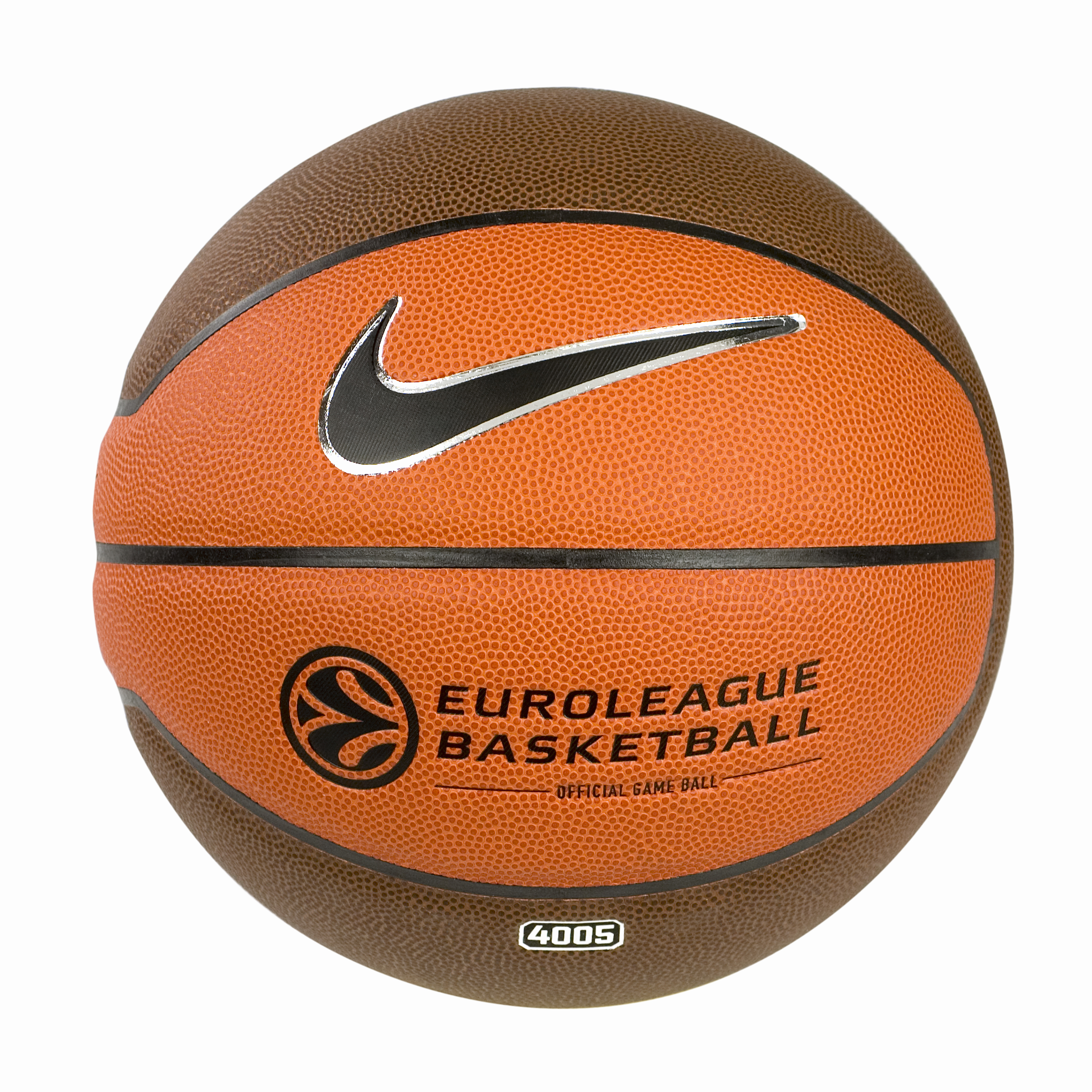
Nike 4005 basketball

A bola de basquete é um dos equipamentos básicos para a prática do basquete. Dentre seus principais fabricantes, estão a Molten, Adidas, Nike, Spalding e Wilson.
A primeira bola de basquete foi fabricada em 1891 pela empresa estadunidense A.C Spading & Brothers.